# St. Nikolaus (Friedebach)

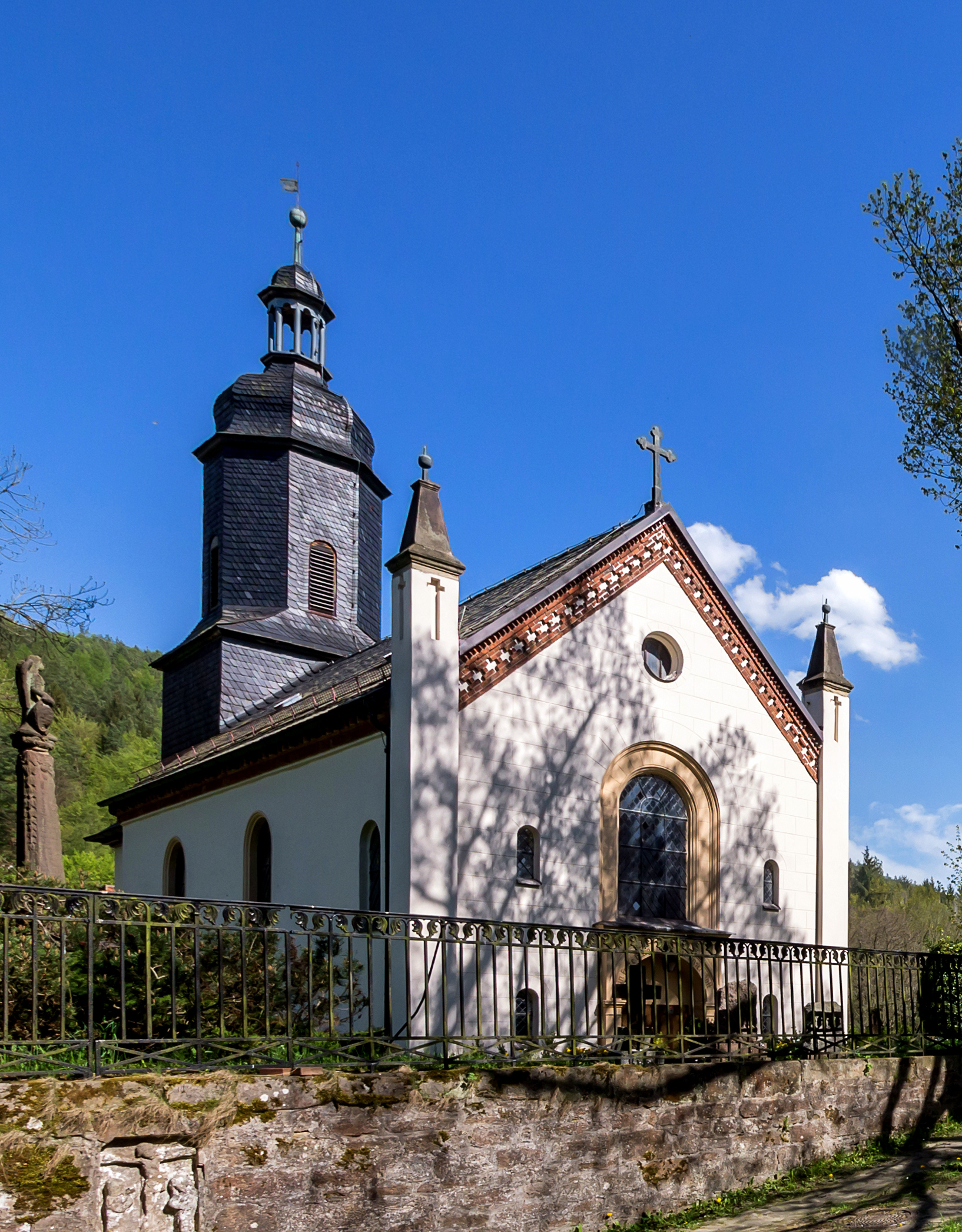
St. Nikolaus

Die evangelisch-lutherische Filialkirche St. Nikolaus steht in Friedebach, einem Ortsteil der Gemeinde Krölpa im thüringischen Saale-Orla-Kreis. Die Kirchengemeinde Friedebach gehört zum Kirchengemeindeverband Krölpa-Öpitz des Kirchenkreises Schleiz der Evangelischen Kirche in Mitteldeutschland.

## Baubeschreibung
Die Benediktinerabtei Saalfeld hat in mittelalterlicher Zeit zunächst eine Holzkirche errichtet. Sie wurde später durch eine steinerne Kapelle ersetzt, von der die Grundmauern der romanischen Saalkirche mit Chorturm stammen. Sie wurde in gotischer Zeit umgebaut. Hiervon zeugt eine alte Tafel, die die Jahreszahl MCCCCXXV (1425) nennt. 1761 wurde die Kirche barockisiert. 1864 wurde das Kirchenschiff westlich verlängert, die Fassade wurde neuromanisch umgestaltet. Ecktürmchen und ein Traufgesims wurden angebracht. Der Kirchturm hat einen achtseitigen schiefergedeckten Aufsatz, in dem sich der Glockenstuhl mit drei Glocken befindet. Eine Glocke ist aus Bronze, gegossen in den 1920er Jahren. Die beiden anderen sind aus Stahl, 1954 in einer Glockengießerei in Apolda gegossen. Bedeckt ist der Turm mit einer Haube, die eine offene Laterne trägt, ebenfalls verschiefert. Der Innenraum hat zweigeschossige Emporen und eine Flachdecke, auf der eine bemalte Leinwand die Ausgießung des Heiligen Geistes und die Auferstehung Jesu Christi zeigt. Sie wurde 1896 erneuert und in den 1970er Jahren von Georg Thümmler restauriert.

## Ausstattung
Auf dem Altar stehen Medaillons der vier Evangelisten, im Mittelpunkt Christus am Kreuz. Der Kanzelaltar ist mit geschnitzten Festons aus der Zeit des Barock geschmückt. Die ihn umgebende Empore wird von zwei lebensgroßen Skulpturen getragen, Mose mit den Gesetzestafeln und Johannes der Täufer. Zwischen ihnen steht eine Kreuzigungsgruppe, die das Datum 1737 zeigt.
1738 ist das alte Vortragekreuz datiert. Der Taufengel aus Gips, der ein Füllhorn hält, ist auf 1756 datiert. Das Taufbecken ist eine Schale aus Fayence einer Thüringer Werkstatt.
Zwei Statuen, König David und Johann Sebastian Bach symbolisieren die Kirchenmusik.
Eine Orgel mit 10 Registern, verteilt auf zwei Manuale und Pedal, wurde um 1850 von einem unbekannten Orgelbauer gebaut.